# The Visitors
The Visitors é o oitavo álbum de estúdio do grupo sueco ABBA. Foi lançado no dia 30 de novembro de 1981. Marca seu afastamento da música pop "mais leve" que faziam para uma sonoridade e letras mais complexas e maduras. A faixa de abertura, "The Visitors", com seus sinistros sons de sintetizadores e o distinto vocal principal de Frida, anunciava uma mudança no estilo musical.  
Com Benny e Frida seguindo caminhos distintos, a dor da separação foi explorada, outra vez, em "When All Is Said and Done". O maior sucesso, "One Of Us", foi a segunda música que retratou a separação de Agnetha e Björn, sendo a primeira "The Winner Takes It All" do álbum anterior, Super Trouper. Nas outras faixas há temas frios, tratando sobre o contexto histórico da época - Guerra Fria - e mais canções de isolamento e pesar. 
The Visitors foi um dos primeiros discos a serem gravados e mixados digitalmente, e foi o primeiro na história a ser prensado no formato de CD, em 1982. Foi relançado e remasterizado digitalmente três vezes - primeiro em 1997, depois em 2001 e novamente em 2005 como parte do box The Complete Studio Recordings.
Comercialmente, embora não tenha repetido o sucesso de seus antecessores,  atingiu a marca de 5 milhões de cópias vendidas no mundo.

## Gravação e lançamento
A gravação do que viria a ser o último álbum de estúdio do ABBA começou em 16 de março de 1981. A essa altura, as tensões no grupo haviam aumentado. Björn Ulvaeus e Agnetha Fältskog se divorciaram no mês de julho do ano anterior, enquanto o outro casal da banda, Benny Andersson e Anni-Frid Lyngstad, anunciaram o divórcio em fevereiro de 1981, aumentando a tensão na parceria musical. Björn mencionou em retrospecto que as sessões foram problemáticas, observando: "Eram congelantes as vezes". Frida também comentou que eles estavam começando a se cansar de trabalharem juntos.
Os membros do ABBA e sua equipe definem as lembranças das sessões de gravação como bastante difíceis. Para começar, o engenheiro de som Michael Tretow teve que se acostumar a usar o novo gravador digital de 32 faixas que havia sido comprado para o Polar Music Studios. Ele disse: "A gravação digital... retirou todo o chiado, mas também significava que os sons foram retirados drasticamente a um certo nível. O som simplesmente ficou muito limpo, então eu tive que encontrar maneiras de compensar isso". As três primeiras faixas já haviam sido gravadas usando fita analógica e, portanto, Tretow teve que transferir todas as faixas subsequentes do digital para o analógico e vice-versa para evitar uma diferença de qualidade. 
Em seu lançamento, The Visitors alcançou o topo das paradas em vários países, mas não teve tanto sucesso quanto seus álbuns anteriores. 
The Visitors foi lançado como uma edição Deluxe em 23 de abril de 2012. Assim como nos lançamentos anteriores da série Deluxe Edition, esta versão do último álbum do ABBA contém um DVD com arquivos e um CD com o álbum original (embora usado uma mixagem diferente de "Head Over Heels") e faixas bônus; uma das faixas bônus incluídas foi o medley de demos "From a Twinkling Star to a Passing Angel", as primeiras gravações inéditas do ABBA desde 1994.

### Capa
Rune Söderqvist designou a capa e fotografou o grupo em uma sala contendo a pintura de Eros, de Julius Kronberg. O quarto é o Atelje Studio em Skansen Park, Estocolmo. O grupo está posicionado separadamente e os integrantes parecem estar esperando solenemente nas sombras.

## Recepção crítica
| Críticas profissionais            | Críticas profissionais |
| Avaliações da crítica             | Avaliações da crítica  |
| Fonte                             | Avaliação              |
| --------------------------------- | ---------------------- |
| AllMusic                          | [ 9 ]                  |
| Blender                           | [ 10 ]                 |
| The Daily Vault                   | B+                     |
| The Encyclopedia of Popular Music | [ 12 ]                 |
| Pitchfork                         | 8.6/10                 |
| The Rolling Stone Album Guide     | [ 14 ]                 |
| Smash Hits                        | 8/10                   |

As resenhas dos críticos de música foram, em maioria, favoráveis. Bruce Eder, do site AllMusic, avaliou com quatro estrelas de cinco e escreveu que "The Visitors é um álbum muito bem feito e muito sofisticado, cheio de músicas sérias, mas nunca pessimistas, todas lindamente cantadas e mostrando aspectos ousados de composição.
O site Pitchfork deu uma nota 8,6, e a resenha pontuou que "até mesmo quando a estrela do sucesso comercial da banda estava desaparecendo e os relacionamentos tornaram-se unicamente profissionais, eles eram perfeccionistas. A música do ABBA em The Visitors são mais puras e ambiciosas do que jamais foram, seus temas mais sombrios [e] suas políticas pessoais mais entrelaçadas".
Michael R. Smith, do site The Daily Vault, deu uma nota B+, e afirmou: "The Visitors mostrara quanta metamorfose [o som do grupo] passou nos oito anos desde seu single de estreia, “Ring Ring”. Elegeu “Two For The Price Of One, como um dos melhores momentos e escreveu que as canções “Soldiers” e “I Let The Music Speak” "são tão pesadas em seu tom clássico que pesam todo o projeto", e que "aqueles que estão procurando por material substancial do ABBA provavelmente apreciariam essas faixas muito mais do que um fã de passagem".
Em uma resenha para a versão deluxe, Kieron Tyler, do site The Arts Desk escreveu que: "The Visitors não é o melhor, mas é o mais interessante [álbum], apontando a direção as quais Björn Ulvaeus e Benny Andersson iriam a seguir".

## Lista de faixas
Todas as faixas foram compostas por Benny Andersson e Björn Ulvaeus.
Fonte:
Lado A
| N.º | Título                      | Duração |  |
| 1.  | "The Visitors"              | 5:49    |  |
| 2.  | "Head Over Hells"           | 3:45    |  |
| 3.  | "When All Is Said and Done" | 3:20    |  |
| 4.  | "Soldiers"                  | 4:38    |  |

Lado B
| N.º            | Título                                  | Duração |  |
| 1.             | "I Let the Music Speak"                 | 5:20    |  |
| 2.             | "One of Us"                             | 3:55    |  |
| 3.             | "Two for the Price of One"              | 3:36    |  |
| 4.             | "Slipping Through My Fingers"           | 3:51    |  |
| 5.             | "Like an Angel Passing Through My Room" | 3:25    |  |
| Duração total: | Duração total:                          | 37:39   |  |

| Faixas bônus Deluxe Edition 2012 |                                                    |         |  |
| N.º                              | Título                                             | Duração |  |
| 10.                              | "Should I Laugh or Cry"                            |         |  |
| 11.                              | "I Am the City"                                    |         |  |
| 12.                              | "You Owe Me One"                                   |         |  |
| 13.                              | "Cassandra"                                        |         |  |
| 14.                              | "Under Attack"                                     |         |  |
| 15.                              | "The Day Before You Came"                          |         |  |
| 16.                              | "From a Twinkling Star to a Passing Angel (Demos)" |         |  |

## Créditos
Fonte:
ABBA
- Agnetha Fältskog – vocalista principal (2, 4, 6, 8, 14, 15), vocalista de apoio (I Am The City), backing vocals
- Anni-Frid Lyngstad – vocalista principal (1, 3, 5, 9, 10, 12, 13, 16), vocalista de apoio (I Am The City), backing vocals
- Benny Andersson – sintetizadores, teclados, backing vocals
- Björn Ulvaeus – guitarra, violão, mandolin, vocalista principal (7), backing vocals

Músicos adicionais
- Ola Brunkert – bateria
- Rutger Gunnarsson – baixo, mandolin
- Janne Kling – flauta e clarinete
- Per Lindvall – bateria (em "Soldiers" e "The Visitors")
- Åke Sundqvist – percussão
- Lasse Wellander – violão, guitarra, mandolin

 Produção 
- Produtores: Benny Andersson, Björn Ulvaeus
- Arranjo: Benny Andersson, Björn Ulvaeus
- Engenheiro: Michael B. Tretow
- Design: Rune Söderqvist
- Remasterizado em 1997 por Jon Astley e Tim Young com Michael B. Tretow
- Remasterizado em 2001 por Jon Astley com Michael B. Tretow
- Remasterizado em 2005 para o box Complete Studio Recordings por Henrik Jonsson

## Desempenho nas tabelas musicas
| Tabela musical (1981–82)              | Melhor posição |
| ------------------------------------- | -------------- |
| Alemanha (Offizielle Deutsche Charts) | 1              |
| Austrália (Kent Music Report)         | 22             |
| Áustria (Ö3 Austria Top 40)           | 3              |
| Bélgica (HUMO)                        | 1              |
| Canadá (RPM)                          | 18             |
| Espanha (El Gran Musical)             | 6              |
| Estados Unidos (Billboard 200)        | 29             |
| Japão (Oricon)                        | 12             |
| Noruega (VG-lista)                    | 1              |
| Nova Zelândia (RMNZ)                  | 19             |
| Países Baixos (Dutch Charts)          | 1              |
| Portugal (Musica & Son)               | 1              |
| Reino Unido (Official Albums Chart)   | 1              |
| Suécia (Sverigetopplistan)            | 1              |
| Tabela musical (2012)                 | Melhor posição |
| Alemanha (Offizielle Deutsche Charts) | 75             |
| Bélgica (Ultratop Flandres)           | 185            |
| Espanha (PROMUSICAE)                  | 94             |
| Países Baixos (Dutch Charts)          | 55             |
| Reino Unido (Official Albums Chart)   | 62             |
| Suécia (Sverigetopplistan)            | 18             |
| Suíça (Schweizer Hitparade)           | 93             |
| Tabela musical (2021)                 | Melhor posição |
| Suécia (Sverigetopplistan)            | 48             |

| Tabela musical (1981)              | Posição  |
| ---------------------------------- | -------- |
| Dutch Albums (Album Top 100)       | 4        |
| UK Albums (OCC)                    | 17       |
| Chart (1982)                       | Position |
| Canada Top Albums/CDs (RPM)        | 73       |
| Austrian Albums (Ö3 Austria)       | 14       |
| German Albums (Offizielle Top 100) | 19       |
| Dutch Albums (Album Top 100)       | 18       |
| UK Albums (OCC)                    | 55       |

## Certificações e vendas
| Região                                                                                             | Certificação | Vendas    |
| -------------------------------------------------------------------------------------------------- | ------------ | --------- |
| Alemanha (BVMI)                                                                                    | Platina      | 750,000   |
| Austrália (ARIA)                                                                                   | Ouro         | 35,000^   |
| Espanha (PROMUSICAE)                                                                               | Ouro         | 50,000    |
| Finlândia (IFPI Finlândia)                                                                         | Platina      | 66,439    |
| Hong Kong (IFPI Hong Kong Group)                                                                   | Ouro         | 10,000*   |
| Japão (RIAJ)                                                                                       | —            | 128,000   |
| Suécia (GLF)                                                                                       | Platina      | 290,000   |
| Reino Unido (BPI)                                                                                  | Platina      | 300,000   |
| Resumos                                                                                            |              |           |
| Mundo                                                                                              | —            | 5,000,000 |
| *números de vendas baseados somente na certificação ^distribuições baseadas apenas na certificação |              |           |